# Rønø
Rønø är en ö i Danmark.   Den ligger i Region Själland, i den östra delen av landet, 50 km väster om Köpenhamn.